# Bahnwasserturm Oldenburg Hafen
| Wasserturm Oldenburg Hafen | Wasserturm Oldenburg Hafen      |
| Wasserturm                 | Wasserturm                      |
| Daten                      | Daten                           |
| -------------------------- | ------------------------------- |
| Baujahr:                   | 1908                            |
| Turmhöhe:                  | 33 m                            |
| Volumen des Behälters:     | 500 m³                          |
| Ursprüngliche Nutzung:     | Versorgung der Dampflokomotiven |
| Heutige Nutzung:           | Architekturbüro                 |

Der Bahnwasserturm im Hafengebiet von Oldenburg steht in der Nähe der Eisenbahn-Klappbrücke (Anschrift: Stau 144).

## Bauwerk
Der 33 m hohe runde Turm steht auf polygonalem Sockel. Verputzte Lisenen gliedern das Backsteinmauerwerk des Schafts. In den Feldern zwischen den Lisenen sind an vier Seiten Fenster eingelassen. Nach oben schließt sich der stählerne Wasserbehälter an. Er hat ein Fassungsvermögen von 500 m³ und ist jetzt frei sichtbar. Ursprünglich war er mit Putz verkleidet. Ein Zeltdach schließt das Bauwerk nach oben ab.

## Ursprüngliche Nutzung
Der Turm wurde 1908 vom Architekten Köhler im Auftrag der Großherzoglichen Eisenbahndirektion errichtet. Er diente der Wasserversorgung für die Dampflokomotiven und lieferte später zusätzlich Wasser für die Hydranten am Oldenburger Hauptbahnhof.
Der Wasserbehälter wurde nicht mit Trinkwasser, sondern mit dem Wasser der Hunte gefüllt. Die Wasserqualität war für die Zwecke ausreichend.

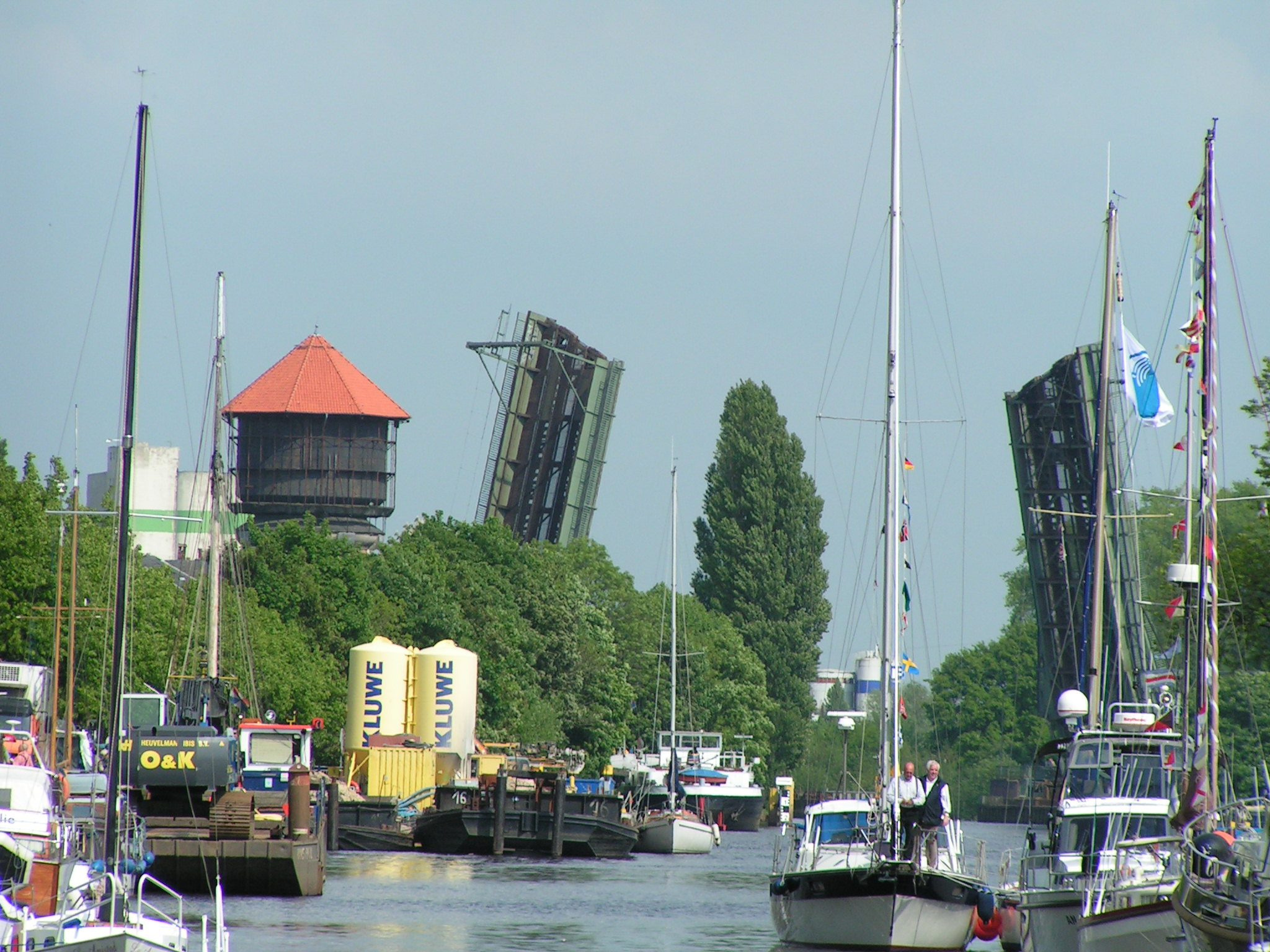
Lage des Bahnwasserturms an der Hunte

## Umnutzung
Das Gebäude stand lange Zeit leer, bis 1992/93 Sanierungs- und Umbaumaßnahmen erfolgten. Ursprünglich war eine reine Erhaltungsmaßnahme geplant. Nach den Entwürfen von Karin Baatz und Andrea Geister-Herbolzheimer entstand dann aber ein Großraumbüro mit sechs offenen Ebenen und insgesamt 220 m² Grundfläche. Inzwischen sind dort mehrere Architekturbüros ansässig.